# Millennium Stadium
Pour le parc de Chicago, voir Millennium Park.
Le Millennium Stadium (Stadiwm y Mileniwm en gallois), aussi connu sous le nom de Principality Stadium pour des raisons de naming, est un stade multifonction d'une capacité de 73 931 places situé à Cardiff au Pays de Galles (Royaume-Uni). C'est le stade national du pays de Galles ; à ce titre il héberge notamment les rencontres des équipes galloises de rugby à XV et de football. Il accueille également d'autres événements tels que l'étape spéciale du Rallye de Grande-Bretagne, la course motocycliste du Rallye de Grande-Bretagne, de la boxe et un grand nombre de concerts comme Tina Turner, Madonna, The Rolling Stones, U2, Stereophonics, Paul McCartney et le Tsunami Relief concert.
Propriété de Millennium Stadium plc. (une société dont sont actionnaires la fédération galloise de rugby à XV et la ville de Cardiff), il est construit à l'occasion de la Coupe du monde de rugby 1999 à l'emplacement de l'Arms Park. Le premier événement majeur a lieu le 26 juin 1999 lors d'un match international amical de rugby qui a vu l'équipe du pays de Galles battre l'équipe d'Afrique du Sud sur le score de 29 à 19.
Avec une capacité totale abaissée en 2019 à 73 931 places assises (et 214 places pour personnes en fauteuil roulant), le Principality Stadium est le troisième plus grand stade du Tournoi des Six Nations derrière le Stade de France et le Twickenham Stadium. C'est aussi le deuxième plus grand stade au monde doté d'un toit totalement rétractable. Enfin, le Principality Stadium est le deuxième plus haut bâtiment de Cardiff, après la BT Tower.
Il est conçu et réalisé par l'équipe dirigée par les architectes Lobb Sport Architecture qui ont fusionné pour devenir Populous, anciennement connu sous le nom de HOK Sport Venue Event. Le coût total de la structure est de 126 millions de livres sterling.

## Histoire
Conçu pour remplacer un Arms Park plus que centenaire, le Millennium Stadium est inauguré en 1999. Le coût de sa construction fut de 126 millions de livres, dont 46 millions ont été financés par la National Lottery. La première rencontre y ayant lieu est un test match de rugby à XV entre les équipes nationales du Pays de Galles et de l'Afrique du Sud, le 26 juin 1999. La victoire 29 à 19 des Gallois est leur premier et unique succès contre les Sud-Africains.
Le 8 septembre 2015, la Fédération galloise de rugby annonce que le Millennium Stadium sera renommé Principality Stadium à partir du 1er janvier 2016 pour une durée de dix ans. Principality (en) est un établissement bancaire mutualiste gallois spécialiste de l'épargne et du crédit immobilier, sponsorisant le championnat gallois de rugby depuis 1969. Le premier match joué après ce changement de nom est le match opposant le pays de Galles à l'Écosse le 13 février 2016 dans le cadre du Tournoi des Six Nations 2016. Il est néanmoins désigné sous le nom de stade national du pays de Galles dans le cadre de la finale de la Ligue des champions 2016-2017, les règles de l'UEFA interdisant d'utiliser les noms de stade issus du naming.

### Identité visuelle (logotype)

Logo du stade de 1999 à 2009.
Logo du stade de 2009 au 1er janvier 2016.
Logo depuis le 1er janvier 2016.

## Utilisation
Les principales manifestations sportives se déroulant au Principality Stadium sont surtout des matches de rugby à XV, mais il reçoit aussi des compétitions de football, de rugby à XIII, de speedway (moto), de cricket et des concerts.
De 2001 à  2006, pendant la reconstruction du Wembley Stadium, les finales anglaises de football et de rugby à XIII se déroulent au Principality Stadium :
- la finale de la FA Cup ;
- la finale de la League Cup ;
- la finale du Football League Trophy ;
- les finales des playoff de la Football League ;
- le Community Shield ;
- la finale de la Challenge Cup de rugby à XIII.

La finale de la Coupe du pays de Galles de rugby à XV s'y joue tous les ans.
En outre, le stade a accueilli à six reprises la finale de la Coupe d'Europe de rugby à XV en 2002, 2006, 2008, 2011, 2014 et 2025 et pour la première fois celle du Challenge Cup en 2025.
En 2013, il accueille le match d'ouverture de la Coupe du monde de rugby à XIII..
Hormis les compétitions sportives sur pelouse, d'autres événements ont lieu au Principality Stadium :
- le Championnat Mondial de Rallye en 2005, pour lequel le gradin inférieur du stade est retiré afin de créer un chemin en forme de huit ;
- des concerts comme ceux de U2, Stereophonics, Oasis, Madonna, Rihanna, Beyoncé.

Le Principality Stadium est utilisé pendant la Coupe du monde de rugby 2007, notamment pour le quart de finale qui opposa la France à la Nouvelle-Zélande et a vu la victoire des Français. À noter que le 15 mars 2008, pour le match du Tournoi des Six Nations 2008 opposant le pays de Galles et la France, le stade accueille 74 609 spectateurs, établissant son record d'affluence Sa capacité est abaissée à 73 931 places début 2019.
Le stade a également servi de lieu de tournage pour l'épisode Dalek de la série Doctor Who.
En football, il a accueilli huit matches lors des Jeux olympiques de 2012 et la finale de la Ligue des champions de l'UEFA 2016-2017 opposant la Juventus au Real Madrid.
Il a également accueilli un Pay-per-view de la WWE, WWE Clash at the Castle, qui a accueilli plus de 62 000 personnes.
Le stade accueille le 18 juin 2024 la chanteuse Taylor Swift dans le cadre de sa tournée mondiale The Eras Tour.

### Coupes du monde de rugby à XV
Le Millenium accueille un total de dix-neuf rencontres de trois éditions différentes qui se décomposent en sept matches lors de la Coupe du monde 1999, quatre matches pendant celle de 2007 et huit matches en 2015 :
| Édition | Phase         | Équipe "recevant" | Score   | Adversaire       |
| ------- | ------------- | ----------------- | ------- | ---------------- |
| 1999    | Poule D       | Pays de Galles    | 23 - 18 | Argentine        |
| 1999    | Poule D       | Pays de Galles    | 64 - 15 | Japon            |
| 1999    | Poule D       | Pays de Galles    | 31 - 38 | Samoa            |
| 1999    | Poule D       | Argentine         | 33 - 12 | Japon            |
| 1999    | 1/4 de finale | Pays de Galles    | 09 - 24 | Australie        |
| 1999    | Petite finale | Afrique du Sud    | 22 - 18 | Nouvelle-Zélande |
| 1999    | Finale        | Australie         | 35 - 12 | France           |
| 2007    | Poule B       | Pays de Galles    | 20 - 30 | Australie        |
| 2007    | Poule B       | Fidji             | 29 - 16 | Canada           |
| 2007    | Poule B       | Pays de Galles    | 72 - 18 | Japon            |
| 2007    | 1/4 de finale | Nouvelle-Zélande  | 18 - 20 | France           |
| 2015    | Poule D       | Irlande           | 50 - 70 | Canada           |
| 2015    | Poule A       | Pays de Galles    | 54 - 90 | Uruguay          |
| 2015    | Poule A       | Australie         | 28 - 13 | Fidji            |
| 2015    | Poule A       | Pays de Galles    | 23 - 13 | Fidji            |
| 2015    | Poule C       | Nouvelle-Zélande  | 43 - 10 | Géorgie          |
| 2015    | Poule D       | France            | 09 - 24 | Irlande          |
| 2015    | 1/4 de finale | Nouvelle-Zélande  | 62 -13  | France           |
| 2015    | 1/4 de finale | Irlande           | 20 - 43 | Argentine        |

## Galeries iconographiques

### Vues extérieures

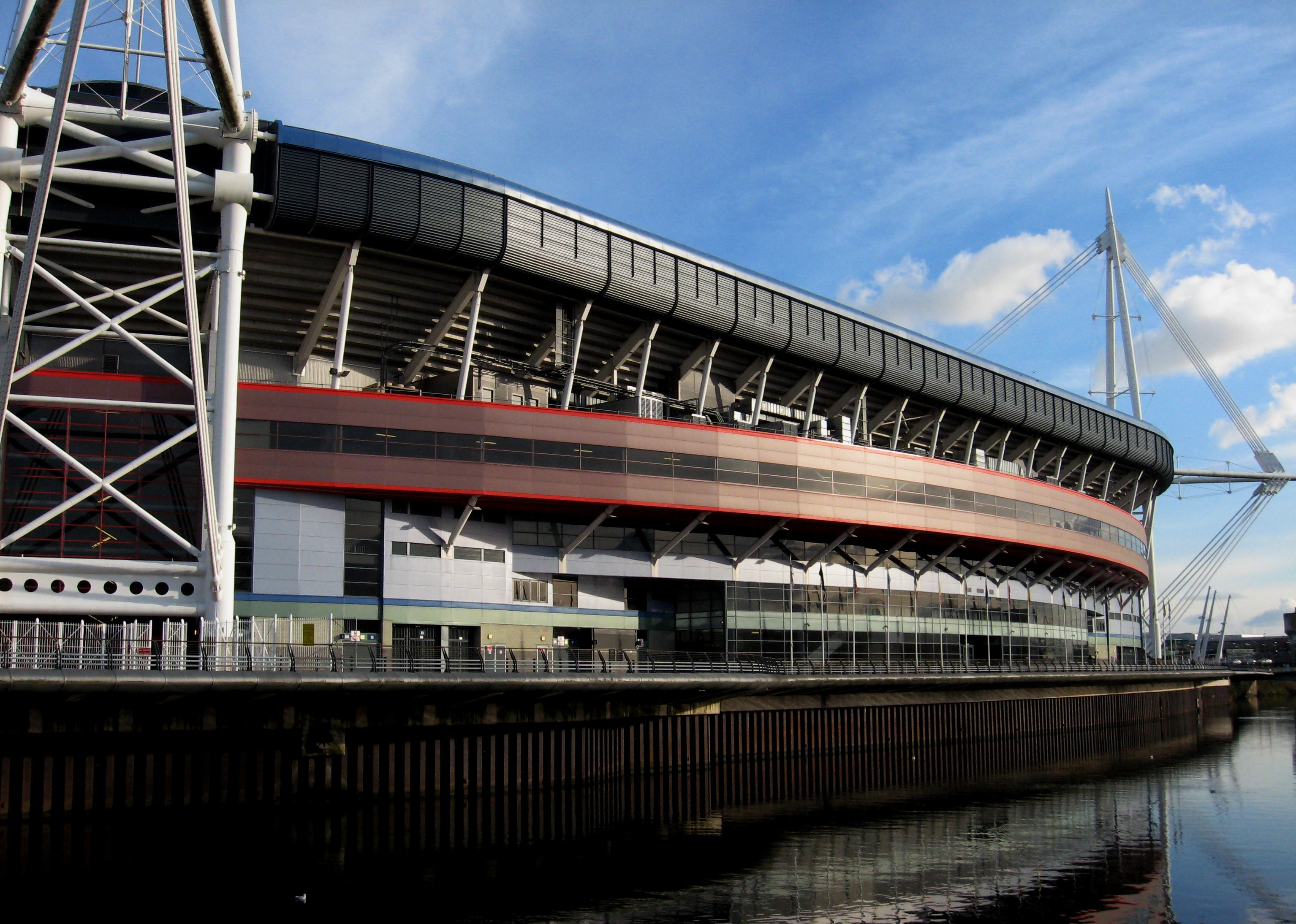
Vue extérieure face nord.
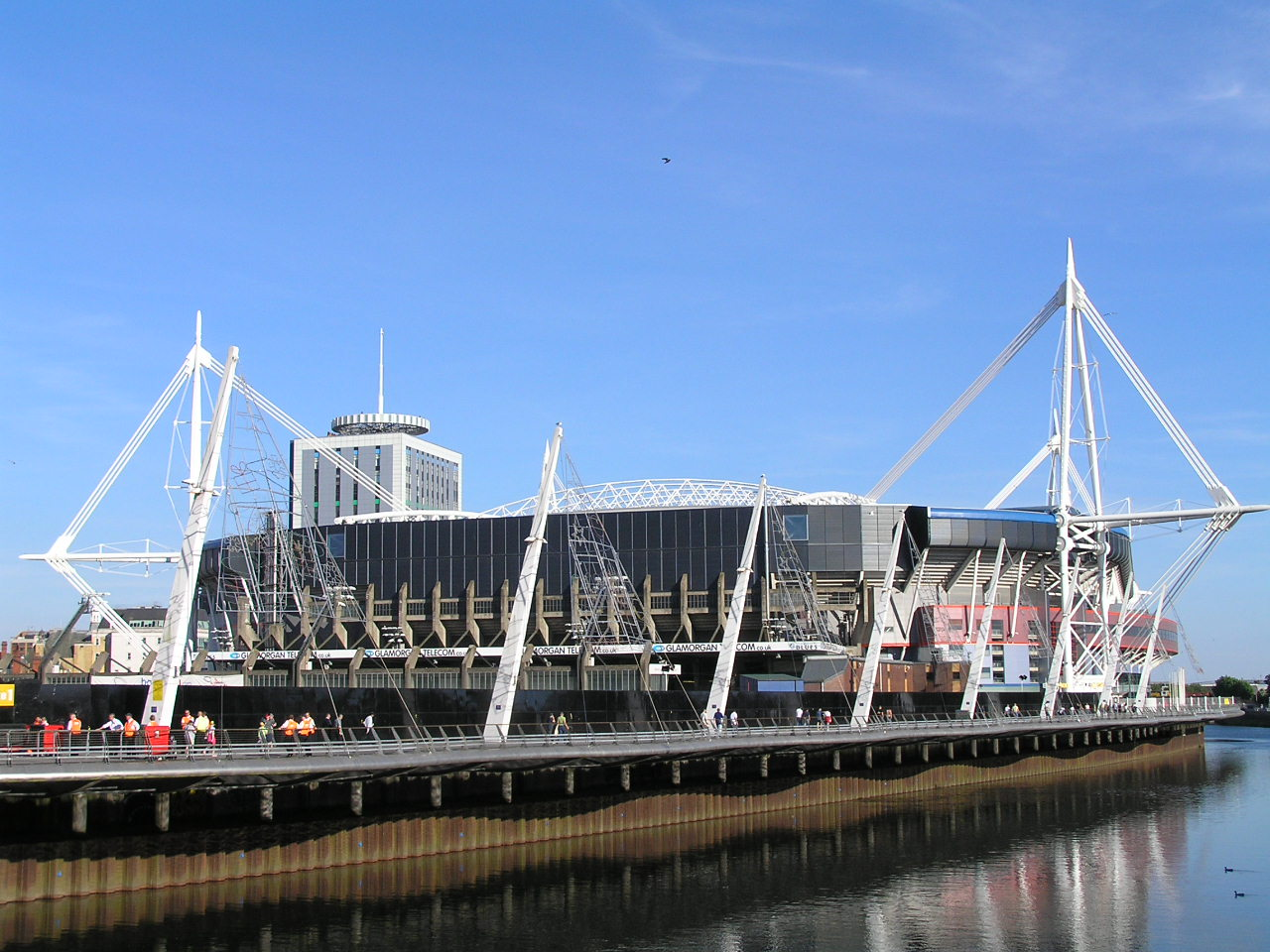
Vue extérieure du stade.
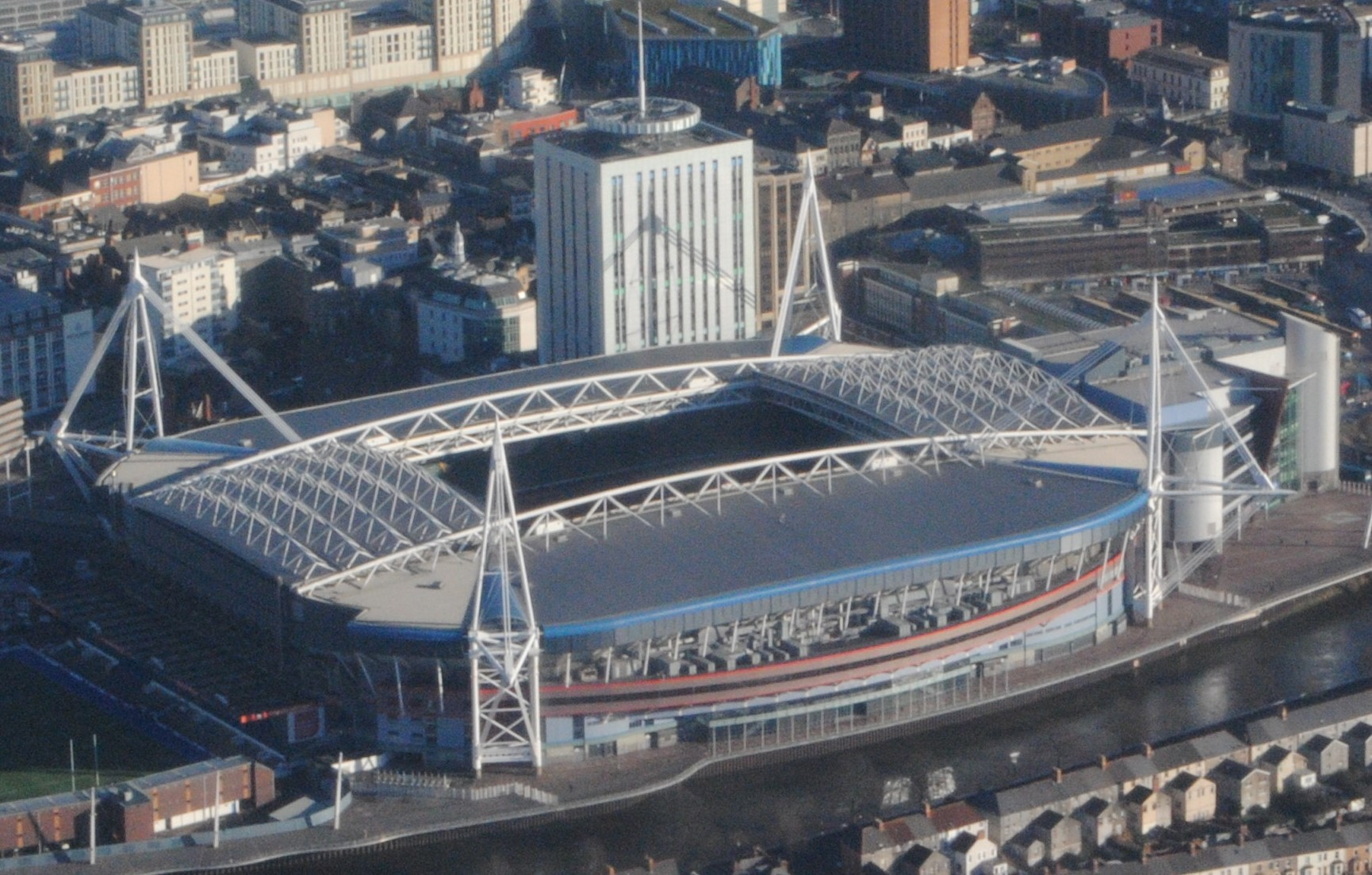
Vue aérienne du stade.
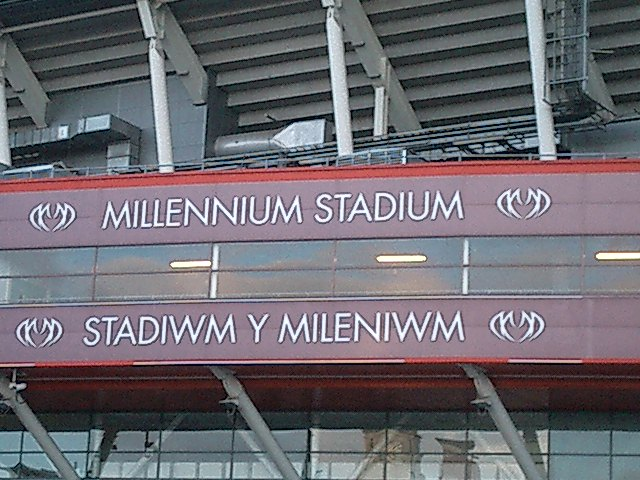
Détail de l'entrée.

### Vues intérieures

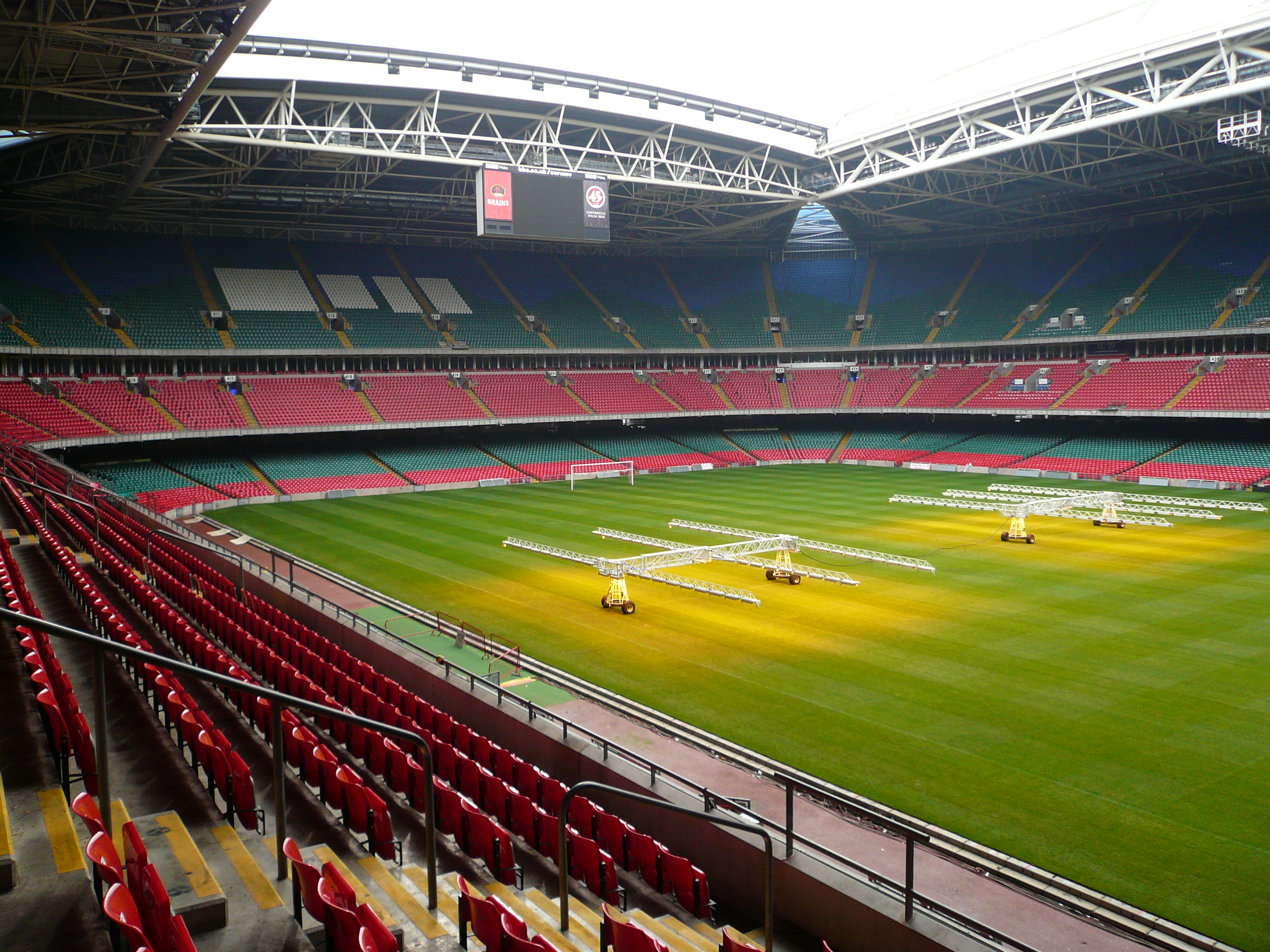
Vue intérieure en 2007.
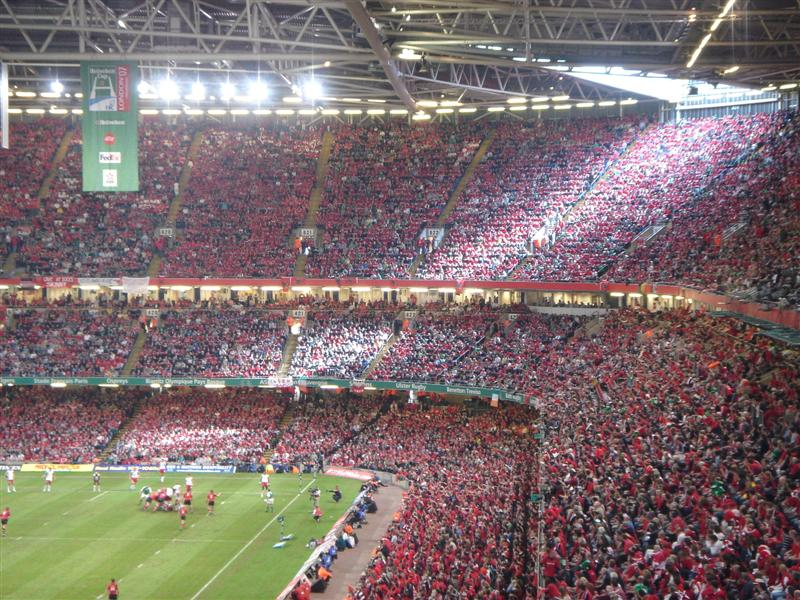
Vue intérieure lors de la finale de la HCup 2005-2006.
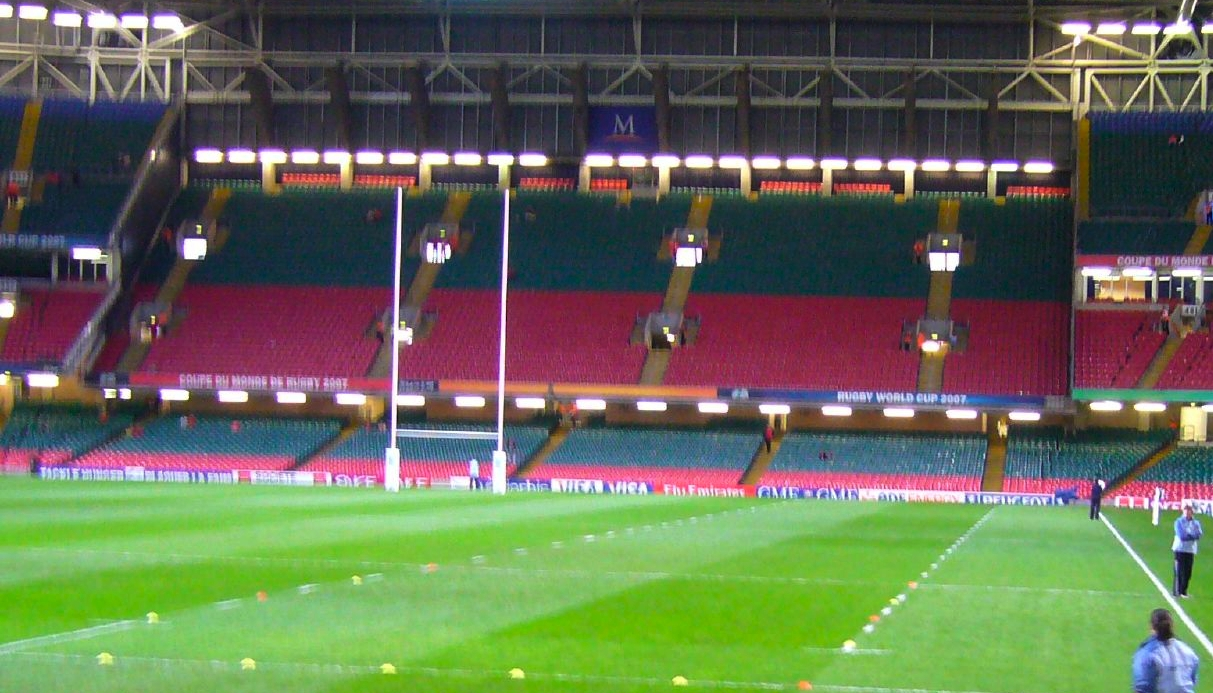
Vue de la tribune nord en 2007.
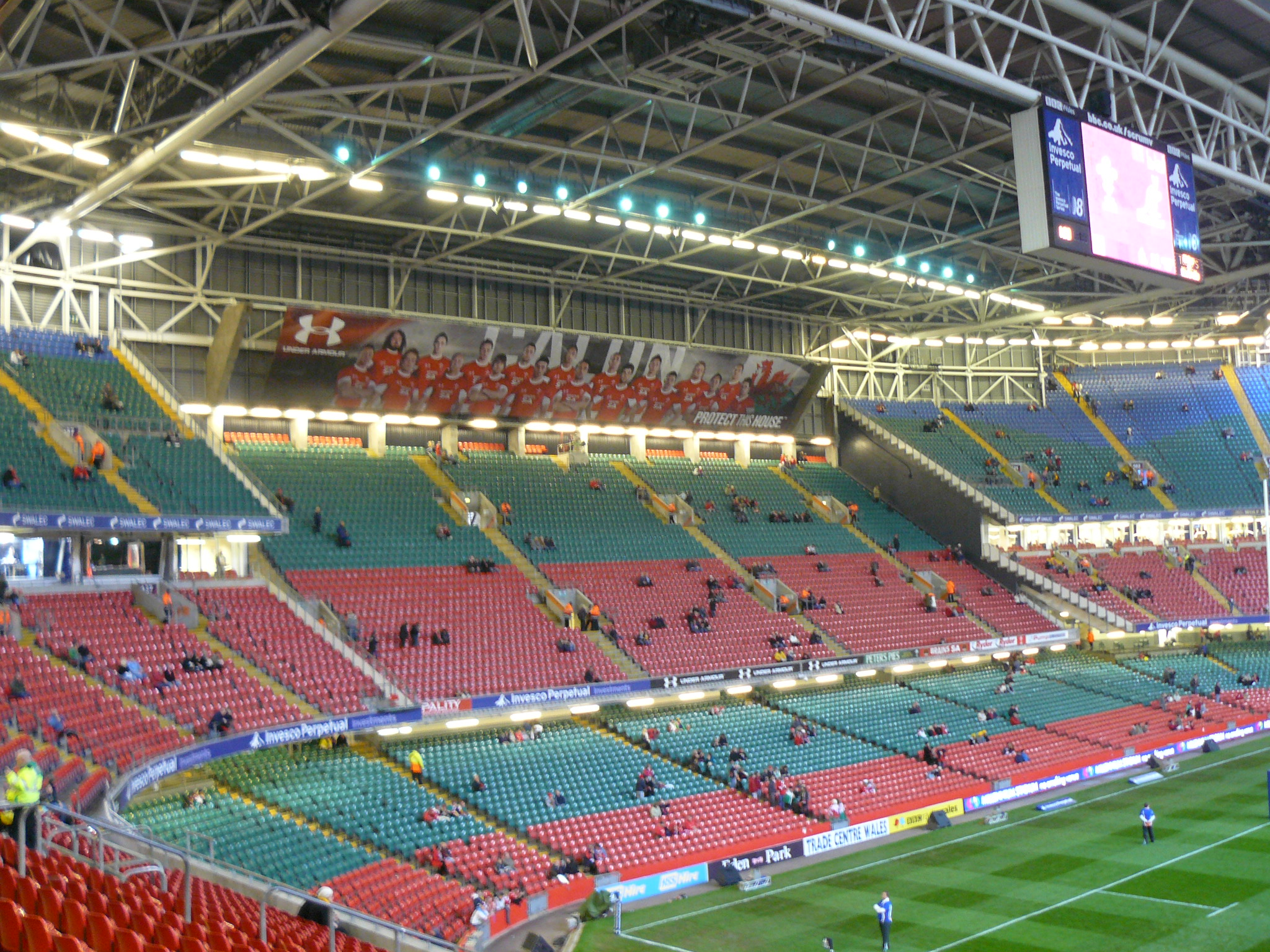
Vue de la tribune nord en 2009.
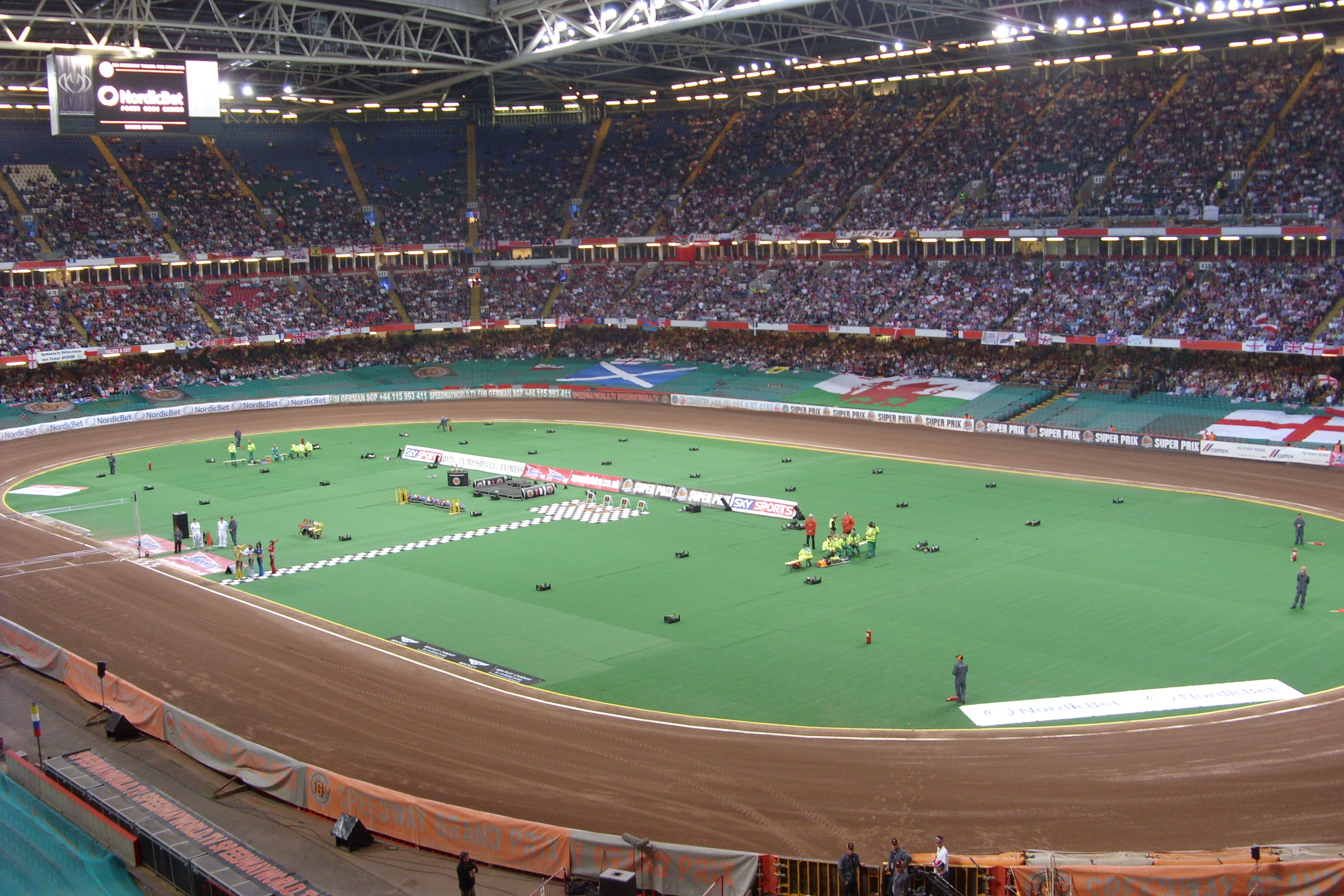
2008 Speedway Grand Prix of Great Britain (en).
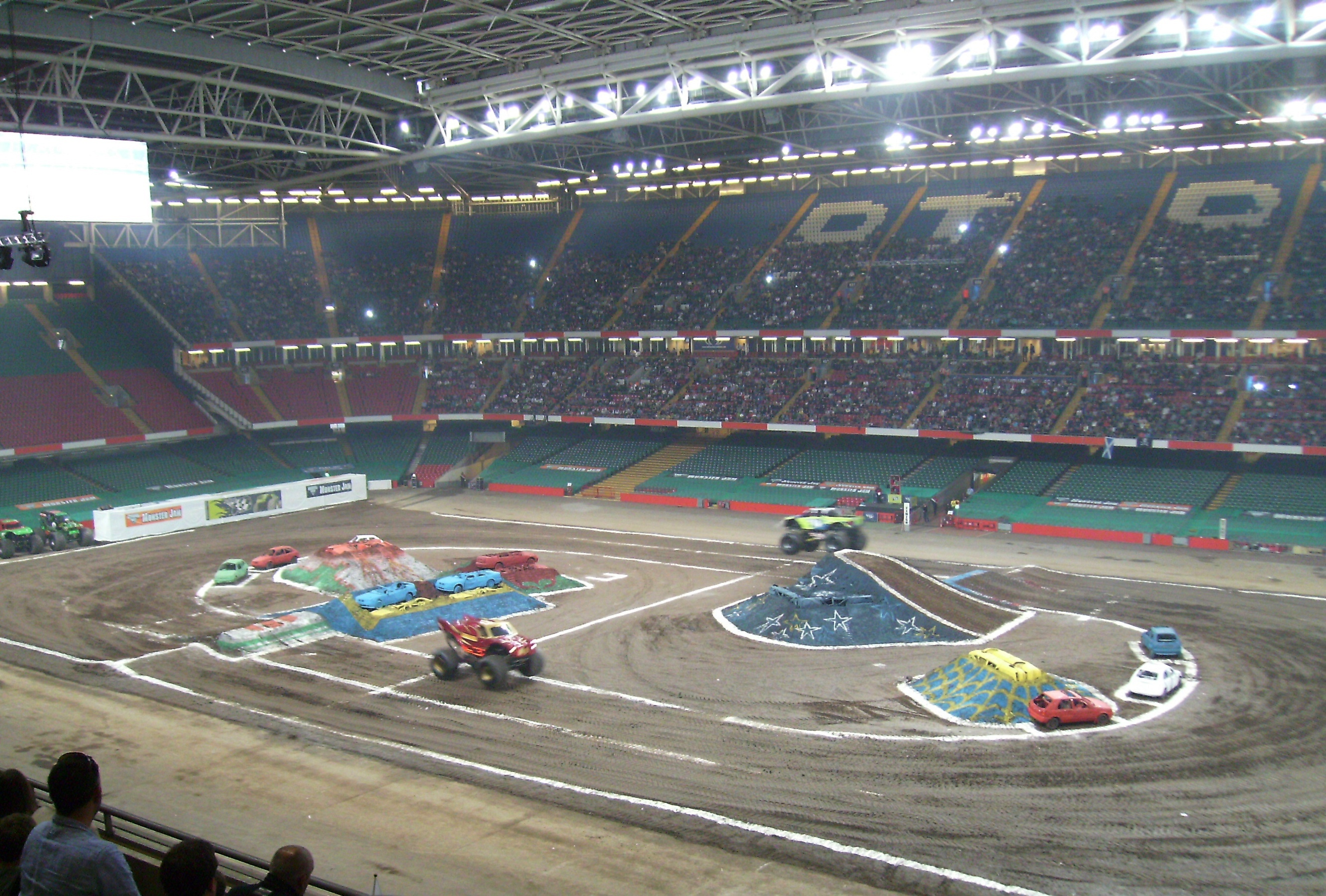
Iron Man (truck) au Millenium Stadium en 2010.
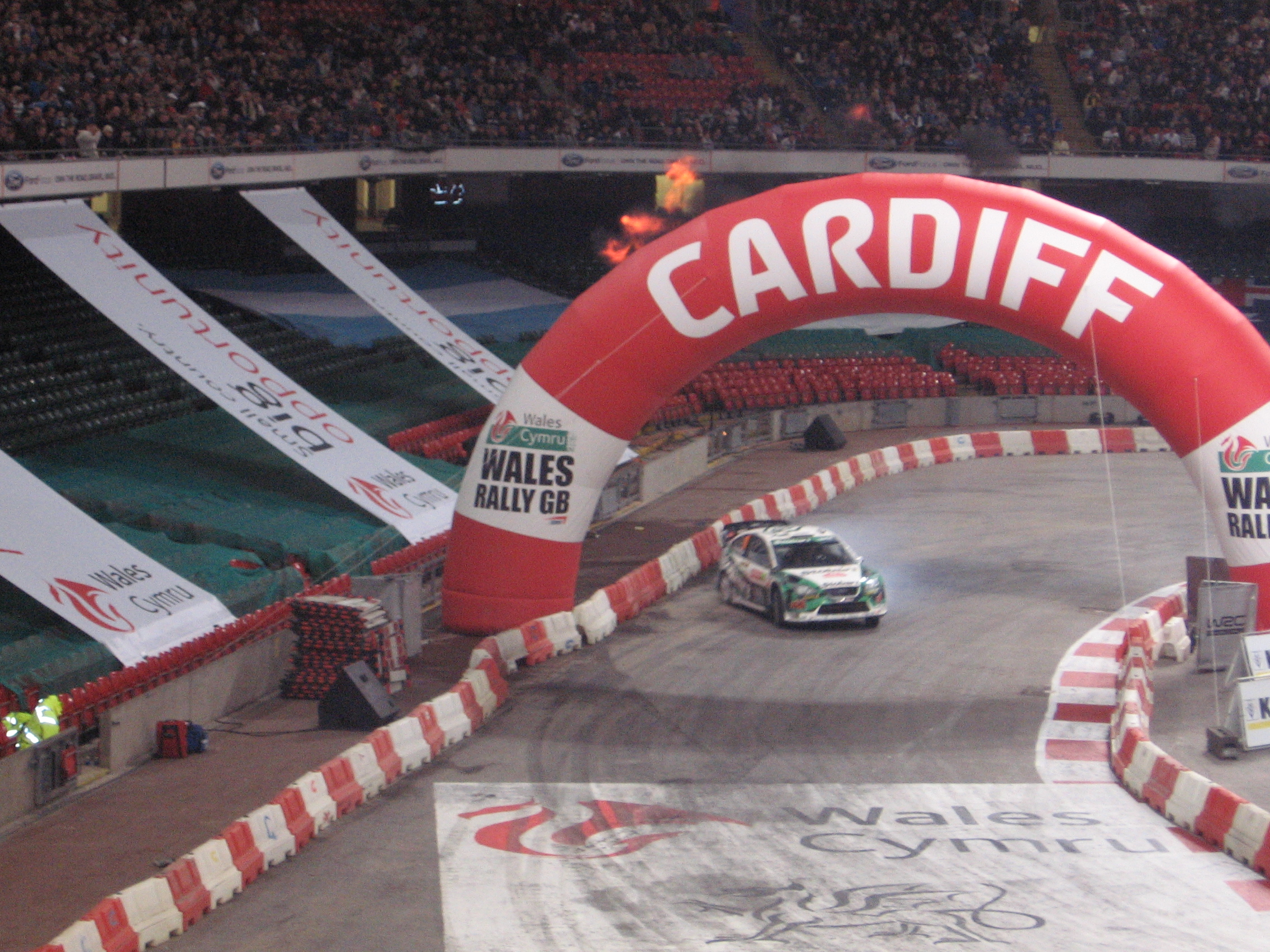
Wales Rally GB en décembre 2006.